# Charles de Lorraine de Guise

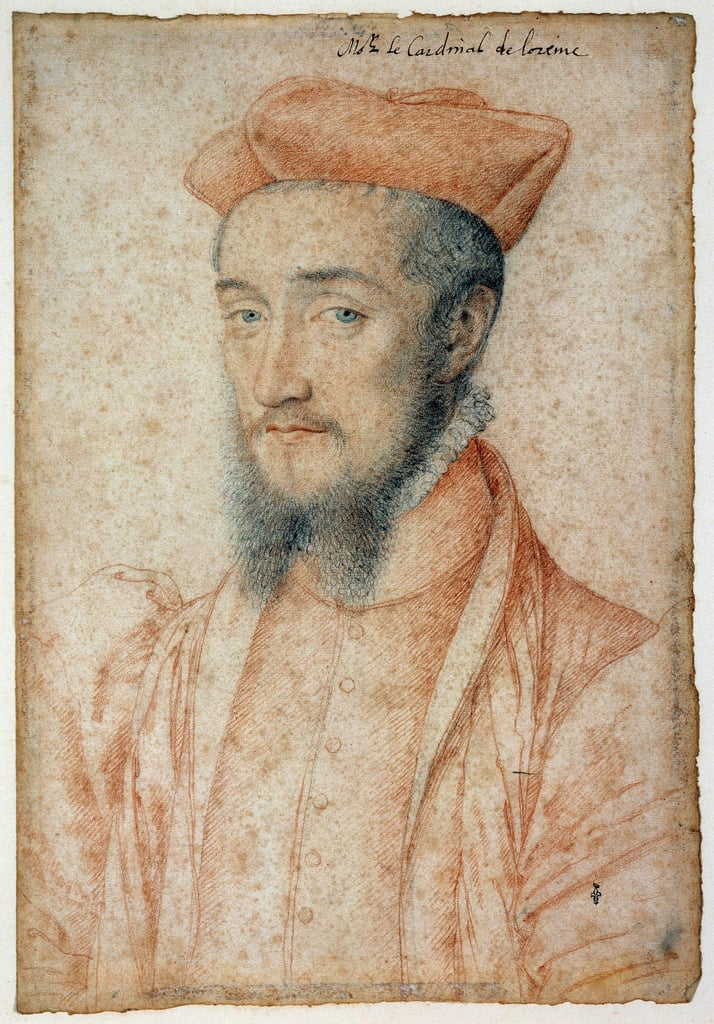
Charles, kardinal av Lothringen 1550, målning av François Clouet.

Charles av Guise kardinal av Lothringen, född 17 februari 1524, död 26 december 1574, var en fransk statsman. Han var son till Claude av Guise och bror till Maria av Guise och Frans av Guise.
Charles av Guise blev ärkebiskop av Reims 1538, kardinal 1550, kallas vanligen kardinalen av Lothringen och spelade en viktig politisk roll som stöd till brodern Frans av Guise. I likhet med denne var han härsklysten och ofördragsam, mycket förslagen och gjorde sig mycket impopulär.